# Бог умер
«Бог умер», или «Бог мёртв» (нем. Gott ist tot или Gott starb) — высказывание Ницше. Появилось в написанной в 1881—1882 годах книге «Весёлая наука». С высказыванием связана метафора постмодернистской философии — смерть Бога.
Обычно связывается с разрушением представлений о наличии некоторого гаранта существования человечества, лежащего за пределами непосредственной эмпирической жизни, содержащего в себе план истории, придающего смысл существованию мира. Идея об отсутствии такого гаранта возникла как следствие дискуссии об оправдании Бога и является одной из основных предпосылок современной европейской философии.
Бог мертв: но такова природа людей, что ещё тысячелетиями, возможно, будут существовать пещеры, в которых показывают его тень. — И мы — мы должны победить ещё и его тень!
Бог умер! Бог не воскреснет! И мы его убили! Как утешимся мы, убийцы из убийц! Самое святое и могущественное Существо, какое только было в мире, истекло кровью под нашими ножами — кто смоет с нас эту кровь?
Величайшее из новых событий — что «Бог умер» и что вера в христианского Бога стала чем-то не заслуживающим доверия — начинает уже бросать на Европу свои первые тени.

## В ницшеанстве
Ницше не считал, что личностный Бог когда-либо жил, а потом умер в буквальном смысле. Смерть Бога следует понимать как нравственный кризис человечества, во время которого происходит утрата веры в абсолютные моральные законы, то есть, в конечном счёте, веры в само наличие космического порядка. Ницше предлагает переоценить ценности и выявить более глубинные пласты человеческой души, чем те, на которых основана религия, в частности, христианство.

## У Хайдеггера
Мартин Хайдеггер, как и Ницше, обращался к теме «смерти Бога». Для Хайдеггера она — конец метафизики и период упадка самой философии. Бог — это «цель жизни, что возвышается над самой же земной жизнью, и тем самым определяющих её сверху и в известном смысле извне».
В своей работе «Слова Ницше „Бог мёртв“» он приводит высказывание Гегеля «о чувстве, на которое опирается вся религия нового времени, о чувстве: сам Бог мёртв…».

## В теологии
В 1960-е годы было образовано движение «теотанатологов», в которое входили христиане Г. Ваханян, П. ван Бурен, Т. Альтицер (автор книги «Смерть Бога. Евангелие христианского атеизма») и иудей Р. Рубенстайн. Некоторые из них требовали нового опыта божественности, другие считали, что Бог умер в буквальном смысле или растворился при сотворении мира.

## В постмодернизме
В постмодернизме понятие Бога символизирует наличие финальной исчерпывающей причины, а метафора смерти бога, соответственно, — отказ от идеи внешней причины.
В книге «Лимониана, или Неизвестный Лимонов» приводится первая публикация А. Г. Дугина в газете «Новый Взгляд» (1993), в которой автор отмечал:
«Бог умер» — забвение именно этой формулы вскрыли постмодернисты. «Новое» здесь именно в том, что люди забыли не только о Боге, но и о его смерти, что предложения возможных ответов затмили сам вопрос, а страстный процесс преодоления трагедии заставил забыть, в чем же она заключалась..